# George D. Robinson
Pour les articles homonymes, voir Robinson et George Robinson.
George Dexter Robinson (20 janvier 1834 - 22 février 1896) est un homme politique américain.